# Lucius Cornelius Sulla Felix (Konsul 33)
Lucius Cornelius Sulla Felix war ein römischer Politiker, Senator und Nachkomme des bekannten Politikers Sulla. Sein Vater war Cornelius Sulla Felix, sein Bruder der Konsul des Jahres 52, Faustus Cornelius Sulla Felix. Er war Schwiegersohn des Germanicus und wohl kurz mit Agrippina der Jüngeren verheiratet. Im Jahr 33 war er mit dem späteren Kaiser Galba ordentlicher Konsul.